# Редондеско
Редондеско (итал. Redondesco) је насеље у Италији у округу Мантова, региону Ломбардија.
Према процени из 2011. у насељу је живело 834 становника. Насеље се налази на надморској висини од 32 м.

## Становништво
Према резултатима пописа становништва 2011. у општини је живело 1.335 становника.
| 1931. | 1936. | 1951. | 1961. | 1971. | 1981. | 1991. | 2001. | 2011. |
| ----- | ----- | ----- | ----- | ----- | ----- | ----- | ----- | ----- |
| 2.534 | 2.574 | 2.468 | 2.048 | 1.750 | 1.571 | 1.424 | 1.387 | 1.335 |